# Lena Schmidtke
Lena Schmidtke (* 9. November 1991 in Berlin) ist eine deutsche Schauspielerin, Synchron- und Hörspielsprecherin.

## Leben
Nach dem Abitur 2012 studierte Lena Schmidtke von April 2012 bis März 2016 an der Universität der Künste Berlin und nahm an verschiedenen Workshops teil. Während ihrer Ausbildung spielte sie unter anderem am Potsdamer Hans Otto Theater. Seit 2017 arbeitet sie regelmäßig für Film und Fernsehen sowie in der Synchronisation.
Unter dem Namen „MooEntertainment“ betreibt Schmidtke, inzwischen nur noch vermindert, gemeinsam mit Monika Oschek, Leon Stiehl und Johannes Aue ein Hörspielkollektiv, das Hörbücher und Hörspiele produziert. Hierfür schreibt sie Texte und führt Regie.
Lena Schmidtke lebt in Berlin.

## Filmografie (Auswahl)
- 2017, 2023: Alarm für Cobra 11 – Die Autobahnpolizei – Atemlose Liebe, Machtlos
- 2018: Entdecke die Mandy in Dir
- 2018: Dogs of Berlin (8 Folgen als Mandy Klink)
- 2018: Herrliche Zeiten
- 2018: Echte Bauern singen besser
- 2019: Der Zürich-Krimi – Borchert und der Sündenfall
- 2019: Der schlafende Bote
- 2019: Frau Jordan stellt gleich – Femen und Feuerwehr
- 2019: Neues aus Büttenwarder – Endstation
- 2020: Berlin Alexanderplatz
- 2020: Der Kommissar und die Wut
- 2021: SOKO Wismar – Der schöne Schein
- 2021: Neues aus Büttenwarder – Die Schwester
- 2021: Helen Dorn: Die letzte Rettung
- 2022: Die Kanzlei – Kleine Schritte
- 2022: Wut auf Kuba
- 2022: Der Usedom-Krimi: Gute Nachrichten
- 2023: Jenseits der Spree – Melanie
- 2023: One for the Road
- 2025: Wilsberg: Achtsam bis tödlich (Fernsehreihe)

## Hörspiele
- 2018: Michel Decar/Jakob Nolte: Das Tierreich – Regie: Michel Decar – Deutschlandradio
- 2020: Michel Decar: Die besten Sprüche aller Zeiten – Regie: Michel Decar – Deutschlandradio

## Synchronrollen (Auswahl)
Elle Fanning
- 2017: als Mary Shelley in Mary Shelley
- 2019: als Ashleigh Enright in A Rainy Day in New York

### Filme
- 2018: Liv Hill als Betty in The Little Stranger
- 2019: Sophie Nélisse als Mia in 47 Meters Down: Uncaged
- 2019: Lana Condor als Koyomi in Alita: Battle Angel
- 2019: Alison Wheeler als Dorothée in Anna
- 2019: Geraldine Viswanathan als Rachel Bhargava in Bad Education
- 2019: Aimée Kelly als Emily in David Copperfield – Einmal Reichtum und zurück
- 2019: Tuppence Middleton als Lucy Smith in Downton Abbey
- 2019: Hadley Robinson als Sallie Gardiner Moffat in Little Women
- 2019: Clara Rugaard als Tochter in I Am Mother
- 2019: Maya Hawke als Linda Kasabian in Once Upon a Time in Hollywood
- 2020: Loreece Harrison als Pearl Jansen in Die Misswahl – Der Beginn einer Revolution
- 2021: Natasha Liu Bordizzo als Li Na Wang in Der Wunschdrache
- 2023: Saoirse Ronan als Hen in Enemy
- 2023: Hailee Steinfeld als Kate Bishop/Hawkeye in The Marvels
- 2023: Jodie Comer als Kathy in The Bikeriders

### Serien
- 2014: Anya Taylor-Joy als Gina Gray in Peaky Blinders – Gangs of Birmingham
- 2018: Sosie Bacon als Kristen Bayer-Boatwright in Here and Now
- 2018: Madeleine Madden als Crystal Swan in Mystery Road – Verschwunden im Outback
- 2017: Jodie Tyack als Toni Gilmour in Agatha Raisin
- 2020: Mette Spjelkavik Enoksen als Monika in Blutiger Trip (Ep. Drei kranke Brüder)
- 2021: Daisy Head als Genya Safin in Shadow and Bone – Legenden der Grisha
- 2021: Hailee Steinfeld als Kate Bishop / Hawkeye in Hawkeye

## Auszeichnungen
- 2022: Förderpreis Neues Deutsches Kino Schauspiel